# Milovan Vitezović
Milovan Vitezović (în  sârbă Милован Витезовић; n. 11 septembrie 1944, Kosjerić, Zlatiborski upravni okrug, Serbia – d. 22 martie 2022, Belgrad, Serbia) a fost un scriitor, scenarist și profesor universitar sârb. A scris poezii, romane, eseuri, literatură în proză pentru copii, recenzii, aforisme, filme și scenarii TV. A publicat aproximativ cincizeci de cărți în peste două sute de ediții și a fost publicat în peste cincizeci de antologii diverse de poezie sârbă și internațională , proză , literatură pentru copii , aforisme , drame fantastice și de televiziune.
Aforismele sale au fost publicate într-o serie de ziare europene, precum Stern din Hamburg și Sunday Times din Moscova și au fost traduse în limba greacă, română, ebraică, suedeză și italiană. Vitezović a fost unul dintre puținii scriitori contemporani sârbi și iugoslav, ale cărui cărți au fost interzise și chiar arse la prima sa ediție – colecția de aforisme Srce me je otkucalo (Inima îmi bate). Textele sale satirice au fost adesea publicate în revista sârbă Jež (Ariciul).
Este autorul a numeroase drame și seriale de televiziune, texte pentru spectacole de teatru și scenarii de film. Filmele de televiziune bazate pe scenariile sale au fost difuzate pe canalele europene de televiziune ORF și ZDF.
Serialul Vuk Karadžić i-a adus Premiul European pentru Televiziune.

## Biografie
Vitezović s-a născut în satul Tubići (în cătunul Vitezovići) lângă Kosjerić la 11 septembrie 1944. A studiat la Tubić, Kosjerić, Užice și Belgrad, unde a absolvit Facultatea de Filologie de la Universitatea din Belgrad, catedra de literatură generală și Facultatea de Arte Dramatice a aceleași universități, catedra de dramaturgie, filme și scenarii TV.
A fost redactor operațional al Književne novine (Ziarul literar). În revista pentru tineret Susret omladine (Întâlnirea tinerilor), a lucrat ca redactor pentru literatură până în 1969, iar de atunci ca redactor al revistei Čivija (Pini). A fost redactorul unui serial de lungmetraje la Radio Televiziunea Sârbă din 1977 până în 1991, când a devenit redactor-șef al programului de artă și divertisment al RTS. A fost membru al Asociației Scriitorilor din Serbia (și președintele acesteia din 2018) și al Centrului PEN sârb și, de asemenea, a vorbit și a scris pentru Nacionalna revija (Revista Națională), o revistă despre patrimoniul național al Serbiei. 
Când i s-a ordonat să facă o listă de oameni pentru Programul de artă pentru vacanțe forțate și posibile concedieri în starea de război în timpul bombardamentelor NATO, a trimis o listă cu un singur nume - Milovan Vitezović. De aceea a fost suspendat, demis și trimis în concediu forțat, care a durat ani de zile.
În 2001, a devenit profesor asociat la Academia de Arte din Belgrad unde a predat  scenarii de film și TV. După aceea, a fost profesor titular la Departamentul de Dramaturgie.
La 30 martie 2012, Consiliul de Administrație al Asociației Scriitorilor din Serbia l-a propus ca membru corespondent al Academiei Sârbe de Științe și Arte , dar nu a fost ales.  A fost ales ca academician al Academiei de Științe și Arte al Republicii Srpska în 2021.
El a deschis cel de-al 64-lea Târg de Carte de la Belgrad la 20 octombrie 2019.
A murit la Belgrad pe 22 martie 2022, din cauza complicațiilor cauzate de coronavirus. A fost înmormântat la 26 martie la cimitirul Lešće.

## Operă literară
Ca povestitor, a ghidat cursul intrigii în mod insensibil, spontan și cu mult umor adaptat situației; operele sale se caracterizează printr-o fabulă dezvoltată, o narațiune anecdotică, o atmosferă pe deplin evocată a epocii despre care vorbea. Gama de subiecte pe care Vitezović le-a folosit este foarte largă, de la personaje și evenimente istorice, prin personaje fictive ale vremurilor noastre, până la lectura pentru tineret, care reprezintă cronica tinereții noastre a tuturor. În lucrările sale, el a oferit nu numai o perspectivă asupra vieții și lumii personajelor, dar a pictat diferite peisaje, oferind o imagine generală a spațiului și timpului. Lucrările lui Milovan Vitezović pot fi găsite în lectura școlară, dar și în manualele germane de liceu. Ca redactor invitat la Institutul pentru Manuale și Materiale Didactice  a editat lucrări alese ale lui Bogdan Popović, Jovan Skerlić, Milan Kašanin și Stojan Novaković. A alcătuit mai multe antologii, inclusiv Antologia povestirilor satirice sârbe contemporane (1979).  Este unul dintre organizatorii Lucrărilor colectate ale lui Sima Milutinović Sarajlija (Bačka Palanka).
Romanul său Șosetele regelui Petru a fost tradus în italiană în 2013. 
În 2013, a pregătit și publicat lucrarea majoră Sfântul Sava în Cronica Imperială Rusă. 
Hajduk Veljko Petrović , Anii europeni ai prințului Miloș și Ciorapii regelui Petru sunt romane istorice la care Vitezović a lucrat aproape douăzeci de ani.
Roman cu Ćopić a rămas în faza de manuscris odată cu decesul autorului. 

### Romane (selecție)
- Pălăria profesorului Kosta Vujić (Šesir profesora Koste Vujića) - ecranizat în 2022 de Zdravko Šotra.[8][9]
- Lătrat la stele (Лајање на звезде, Lajanje na zvezde) - ecranizat în 1998 de Zdravko Šotra.
- Milena din Knez Mihailova
- Sveta ljubav
- Hajduk Veljko Petrović
- Anii europeni ai prințului Miloș
- Șosetele regelui Petru
- Sinđelić s-a liniștit odată cu soarele
- Prințul Rastko
- Burlesc la Paris
- Când gălbenelele erau Soarele
- Domnișoara Desanka

### Aforisme
- Inima mă bate
- S-a îndrăgostit de patria sa prin moarte naturală!
- Nu merită să întoarceți pagina. Cartea este aceeași!
- Minciunile au picioare scurte, dar nu se văd în spatele pupitrului!
- Femeile de multe ori nu știu ce vor, dar își ating intențiile!
- În vremuri întunecate, curajul este să fii licurici!
- Deci, prin urmare, mă îndoiesc că exist!
- Porumbelul păcii este un pahar!

### Drame și seriale TV
- Unde înflorește lămâia galbenă
- Regatul Serbiei
- Principatul Serbiei
- Dimitrije Tucović
- Vuk Karadžić
- Apoi Lola inventează sloganuri
- Vârsta studentului
- Snohvatice I-II
- Pălăria profesorului Kosta Vujic
- Oameni fericiți (Срећни људи)

### Scenarii de film
- Planificator extraconjugal
- Branislav Nušić
- Lotus, viață, moarte, Filip Filipovic
- Lătrat la stele (Лајање на звезде)
- Regele Petru al Serbiei, co-scriitor

## Premii
A primit numeroase premii dintre care cele mai importante: Jocuri pentru Copii Dragonului (1978) Marea Cartă de la Baziaș (în sârbă Велика базјашка повеља) la București în 2005, Premiul Kočića (2005) - Republica Srpska, Golden Gašino pen (2006), Premiul Voce Publică Meša Selimović locul doi (2000). 
A fost candidat pentru Antologia celui mai bun satiric din lume, care a fost publicată în Statele Unite în 2007.
În Novi Sad, iunie 2007, a avut onoarea de a primi Bățul Poetului Dragonului și de a deschide Jocurile pentru Copiii Dragonului, cel mai mare festival de creativitate a copiilor din Europa. A primit premiul rusesc „Cavalerul de Aur” și  a fost acceptat în Ordinul rus al cavalerilor spiritualității, culturii și artei slave.
Adaptarea romanului său Lătrat la stele (Лајање на звезде) a câștigat prestigiosul premiu național Golden Arena Novi Sad și premiul din Herceg Novi.
El a primit Ordinul Sretenje acordat de către Republica Serbia.